# Karve (skib)
Karve (eller Karvi) var en lille type langskib med et bredt skrog, der til en vis grad minder om transportskibet knarr. Karve-både blev brugt både i krig og til almindelig transport til mennesker, varer eller husdyr. De var i stand til at navigere på meget lavt vand, hvilket var en fordel både til plyndringstogter og til handel. Man kunne således sejle helt op på stranden. Karver havde et bredt skrog, der var 5 til 21 m langt, og havde plads til op til 16 årer.
Tuneskibet fra Norge er et eksempel på et historisk karve-skib.